# 瓦格拉姆大街
瓦格拉姆大街（法語：Avenue de Wagram）是法国巴黎第八区和十七区的一条街道，起于戴高乐广场，止于瓦格拉姆广场，全长1500米。从戴高乐广场到Ternes广场宽36米，其余路段宽30米。
该路开辟于1789年1月16日，介于Tilsitt路与圣奥诺雷郊区路之间。1854年8月13日打通星形广场（改名为戴高乐广场）与Tilsitt路之间。
该路命名于1864年3月2日。在此以前，从戴高乐广场到Ternes大街称为在星星大道，从Ternes大街到瓦格拉姆广场称为Route départementale n°6。
瓦格拉姆大街得名于1809年7月6日拿破仑指挥大军团战胜奥地利军队的瓦格拉姆之战。 